# Ernesto Nathan Rogers

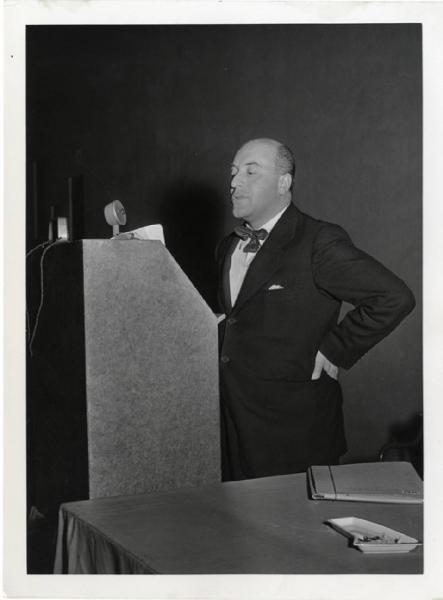
Ernesto Nathan Rogers (1951)

Ernesto Nathan Rogers (16 de março de 1909 - 7 de novembro de 1969) foi um arquiteto, escritor e educador italiano.

## Biografia
Nascido em Triest, Itália, graduou-se no Politecnico di Milano, Itália, em 1932. Era tio do arquiteto inglês-italiano Richard Rogers.

## Grupo BBPR
Rogers, juntamente com Gian Luigi Banfi, Ludovico Belgiojoso e Enrico Peressutti, em 1932 formaram uma parceria arquitetônica em Milão, Itália chamada BBPR (dos nomes dos arquitetos). Como sócio do BBPR, Rogers realizou diversos projetos. Talvez sua obra mais conhecida seja a Torre Velasca, localizada no centro histórico da cidade de Milão.
No período entre as duas Guerras Mundiais um relato de suas atividades praticamente coincide com os compromissos do BBPR como um todo.

## Editor e jornalista
No período pós-guerra Rogers se distinguiu de seus parceiros por seu trabalho como jornalista, crítico e publicitário de arquitetura.
Associado a periódicos de arte e arquitetura de seus tempos de estudante, na verdade, ele co-editou Quadrante de 1933 a 1936, e como um escritor prolífico, além de arquiteto, foi fundamental para o estabelecimento do racionalismo italiano (it: razionalismo).
De 1953 a 1965 teve a direção da revista Casabella.

## Anos de guerra
Durante sua internação na Suíça (1943-1945), ele manteve seu interesse pelo jornalismo, além de ser ativo no antifascista Partito d'Azione.

## Debate cultural pós-guerra
Em seu retorno a Milão, assumiu a Domus como editor-editor (1946-1947), desenvolvendo sua reputação internacional como periódico de arquitetura. A maior contribuição de Rogers para a polêmica arquitetônica europeia, e o debate sobre a neoliberdade italiana em particular, foi através de sua editoria de Casabella no período chave de 1953 a 1964.
Dal cucchiaio alla città ("Da colher à cidade") é o slogan criado por Ernesto Rogers em 1952 na Carta de Atenas. Ele explicou a abordagem típica de um arquiteto milanês, projetando uma colher, uma cadeira e uma lâmpada e no mesmo dia trabalhando em um arranha-céu.
O grupo de arquitetos, incluindo Aldo Rossi, Vittorio Gregotti e Giancarlo de Carlo, com quem conduziu o debate através das colunas de Casabella, e através de artefatos e escritos, continuou a influenciar a arquitetura ocidental.
Rogers desempenhou um papel vital na transição do racionalismo do pós-guerra para a aceitação do contexto histórico como um dos principais determinantes do estilo.

## Escritos
- Esperienza dell'architettura, Skira, 1997
- Il senso della storia, continuità e discontinuità, Unicopli, 1999
- Lettere di Ernesto a Ernesto e viceversa, Archinto, 2000
- Gli elementi del fenomeno architettonico, Marinotti, 2006
- Editoriali di architettura, Zandonai, Rovereto 2009